# (2362) Mark Twain
(2362) Mark Twain es un asteroide perteneciente al cinturón de asteroides, descubierto el 24 de septiembre de 1976 por Nikolái Stepánovich Chernyj desde el Observatorio Astrofísico de Crimea (República de Crimea).

## Designación y nombre
Designado provisionalmente como 1976 SH2. Fue nombrado Mark Twain en honor al escritor estadounidense Mark Twain.